# Casino Royale (Climax!)
Casino Royale  es una adaptación para el programa de la televisión CBS Climax! de la  novela homónima de Ian Fleming. El episodio fue la primera adaptación de la novela, con Barry Nelson como James Bond y Peter Lorre como Le Chiffre. Aunque es una adaptación a la novela, fueron modificadas varias cosas, por ejemplo a James Bond se le llama «Jimmy Bond» y aquí no es un agente inglés sino estadounidense.
El show fue olvidado tras su muestra inicial hasta que la mayor parte fue encontrada en la década de 1980 por el historiador de cine Jim Schoenberger, con el final (incluyendo créditos) siendo encontrado luego. Los derechos del programa fueron adquiridos por MGM al mismo tiempo que los derechos de la versión cinematográfica de 1967 de Casino Royale, allanando el camino legal y permitiéndoles hacer la película del 2006 del mismo nombre.

## Argumento
Primer Acto: El agente especial James Bond se dirige Casino Royale después de haber derrotado a varios asaltantes en un callejón oscuro. Bond tendrá que obtener el dinero de un hombre llamado Le Chiffre, y lo hará mediante un juego de póker, Bond pierde el primer juego de póker, por lo que va a su departamento a buscar más dinero.
Segundo Acto: Bond llega a su departamento y es emboscado por los guardias de Le Chiffre, sin embargo Bond se las ingenia y logra derrotarlos. Bond vuelve al Casino y logra derrotar a Le Chiffre. Un hombre llamado Valeri Mathis quien estaba ayudando a Bond en su misión, lo traiciona y lo entrega a Le Chiffre.
Tercer Acto:Le Chiffre tortura brutalmente a Bond, pidiéndole la ubicación del dinero, aunque Bond se resiste a darle la ubicación, entonces llega Mathis a pedirle a Bond la ubicación del dinero, sin embargo Bond logra escapar y provoca que Mathis asesine a Le Chiffre, cuándo esto sucede Bond toma un arma y dispara a Mathis, finalmente Bond habla con su supervisor y le informa que había cumplido su misión.

## Reparto
- Barry Nelson - James Bond
- Peter Lorre - Le Chiffre
- Linda Christian - Valerie Mathis
- Michael Pate - Clarence Leiter
- Eugene Borden - Chef De Partie
- Jean Del Val - Croupier
- Gene Roth - Basil
- Kurt Katch - Zoltan
- William Lundigan - Narrador

## Producción
CBS y Paramount Pictures compraron los derechos de Casino Royale en 1954.  A pesar de que Paramount y CBS compartían los derechos de la novela, CBS tomaba más en serio la idea de adaptar la novela, por lo que inició la producción un mes desupués de comprar los derechos. Casino Royale fue emitida por primera vez el 21 de octubre de 1954 como una producción en vivo protagonizada por Barry Nelson como el agente secreto Jimmy Bond, y con Peter Lorre realizando el papel de Le Chiffre, el episodio fue dirigido por William Lundigan. La nacionalidad de Bond fue cambiada a norteamericana, y es descrito cómo un agente de una «Inteligencia Combinada».
Vesper Lynn fue sustituida por un personaje llamado Valerie Mathis, más tarde este personaje sería utilizado para la adaptación cinematográfica de 2006, aunque esta vez como un hombre.